# Cremnophyton
Cremnophyton é um género botânico pertencente à família Amaranthaceae.

## Espécies
- Cremnophyton lanfrancoi